# Snead, Alabama
Snead là một thị trấn thuộc quận Blount, tiểu bang Alabama, Hoa Kỳ. Dân số năm 2009 là 859 người, mật độ đạt 63 người/km².